# Osredo da Mércia
Osredo (em latim: Osredus; em inglês antigo: Osred) foi ministro da Mércia do século VIII. Em 727, testemunhou o documento do rei Etelbaldo que cedia 6 hidas em Daylesford, no Condado de Glócester, para Bégia à fundação de um mosteiro. Em 737/740, Etelbaldo concedeu-lhe 20 hidas em Aston Blank e Notgrove, Condado de Glócester.